# Lars Hertervig

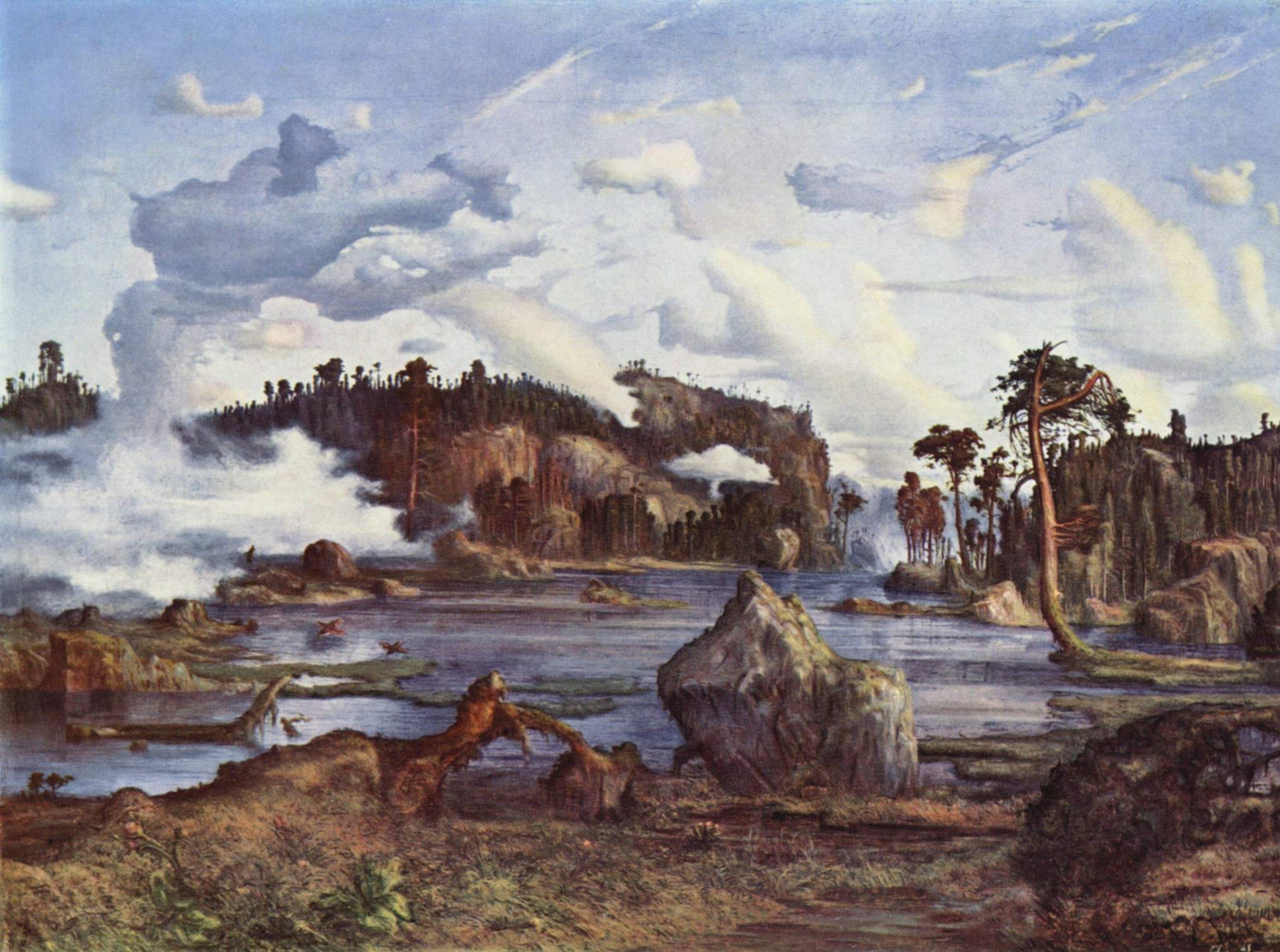
Estanque del bosque (1865). Nasjonalgalleriet (Oslo)

Lars Hertervig (Borgøy, Tysvær, 16 de febrero de 1830 - Stavanger, 6 de enero de 1902), pintor noruego. Su obra se caracterizó por un estilo personal con motivos semifantásticos, y se halla colocada entre las obras cumbres de la pintura noruega.

## Vida y obra
Hertervig estudió en la Escuela de Artes y Artesanías de Cristianía (Oslo) y después en la Academia de Arte de Düsseldorf desde 1852, donde tuvo como maestro a Hans Gude. Tras haber estudiado sólo dos años fue azotado por la esquizofrenia, por lo que abandonó Alemania y se trasladó a Stavanger, en Noruega. A pesar de realizar un viaje al Mediterráneo y permanecer internado un tiempo en un hospital siquiátrico en Oslo, su enfermedad no pudo ser curada.
En sus últimos treinta años de vida padeció de apuros económicos, terminando en la miseria. Al no contar con los recursos económicos para pintar óleos sobre lienzo, varios de sus trabajos de este período son acuarelas o gouache sobre papel, en ocasiones trozos pintados de papel pegados con engrudo.
Hertervig adoptó sus motivos pictóricos de la zona natural cercana a Stavanger, con sus fiordos, peñascos y bosques de pinos. Sus trabajos de la década de 1860 estuvieron especialmente marcados por la esquizofrenia, característica que se aprecia en las formas retorcidas de los árboles, los peñascos y las nubes, que le confieren a sus paisajes un aspecto semifantástico.

## Legado
El descubrimiento y valorización de su obra artística se produjo en la exhibición de Cristianía de 1914, doce años después de su muerte.
Sólo se conoce un retrato de Hertervig, probablemente pintado por Niels Bjørnsen Møller en 1851, cuando ambos estudiaban en la Escuela de Arte de Cristianía. Una de sus obras en papel ha sido considerada como un autorretrato, pero no se ha comprobado.
Sobre su vida se han escrito varias obras, entre ellas las de los escritores noruegos Jon Fosse (Melancolía, 1995-1996) y Paal-Helge Haugen (Hertervig, una ópera, 1995).
La primera presentación amplia de las obras de Hertervig fuera de Noruega tuvo lugar en el Museo Lázaro Galdiano de Madrid con la exposición "Visionarios románticos" en 2023. Más de una veintena de obras de Hertervig se mostraron en diálogo con obras del pintor noruego Peder Balke y el pintor español Eugenio Lucas Velázquez.